# Gariana (Ort)
Gariana ist ein osttimoresischer Ort im Suco Vatuvou (Verwaltungsamt Maubara, Gemeinde Liquiçá). Er liegt im mittleren Teil der Aldeia Gariana in einer Meereshöhe von 777 m. In der ausgedehnten Siedlung befindet sich der Sitz der Aldeia im Norden und die Grundschule Gariana im Süden. Eine Straße verbindet das Dorf mit der Gemeindehauptstadt Vila de Liquiçá im Norden. Gariana befindet sich auf einem Bergrücken. Im Tal östlich vom Dorf fließt der Fluss Manobira, der zum System des Lóis gehört.

## Geschichte
1999 versuchten pro-indonesische Milizen (Wanra) die Stimmung vor dem Unabhängigkeitsreferendum am 30. August mit Gewalt zu beeinflussen. Am 15. Februar griff die Miliz Besi Merah Putih (BMP) Vatuvou und Guiço an. Vatuvou wurde praktisch entvölkert. Fast 2700 Flüchtlinge aus Vatuvou und Maubara versammelten sich im März in Gariana.